# 2008 (szám)
A 2008 (római számmal: MMVIII) egy természetes szám.

## A szám a matematikában
A tízes számrendszerbeli 2008-as a kettes számrendszerben 1111011000, a nyolcas számrendszerben 3730, a tizenhatos számrendszerben 7D8 alakban írható fel.
A 2008 páros szám, összetett szám, kanonikus alakban a 23 · 2511 szorzattal, normálalakban a 2,008 · 103 szorzattal írható fel. Nyolc osztója van a természetes számok halmazán, ezek növekvő sorrendben: 1, 2, 4, 8, 251, 502, 1004 és 2008.
Érinthetetlen szám: nem áll elő pozitív egész számok valódiosztóösszeg-függvényeként.
10 gyufa segítségével éppen 2008 különböző (nem izomorf) gyufaszálgráfot lehet összeállítani (A066951 sorozat az OEIS-ben).